# Lowville and Beaver River Railroad
Die Lowville and Beaver River Railroad (AAR-reporting mark: LBR) ist eine formal bestehende, jedoch inaktive Class-3-local railroad-Bahngesellschaft im Lewis County im Norden des US-Bundesstaats New York. Das 1903 gegründete Unternehmen ist seit Januar 1991 eine Tochtergesellschaft der Genesee Valley Transportation (GVT) und bot bis 2007 Schienengüterverkehr auf der eigenen, 16,8 km langen Strecke an. 

## Geschichte

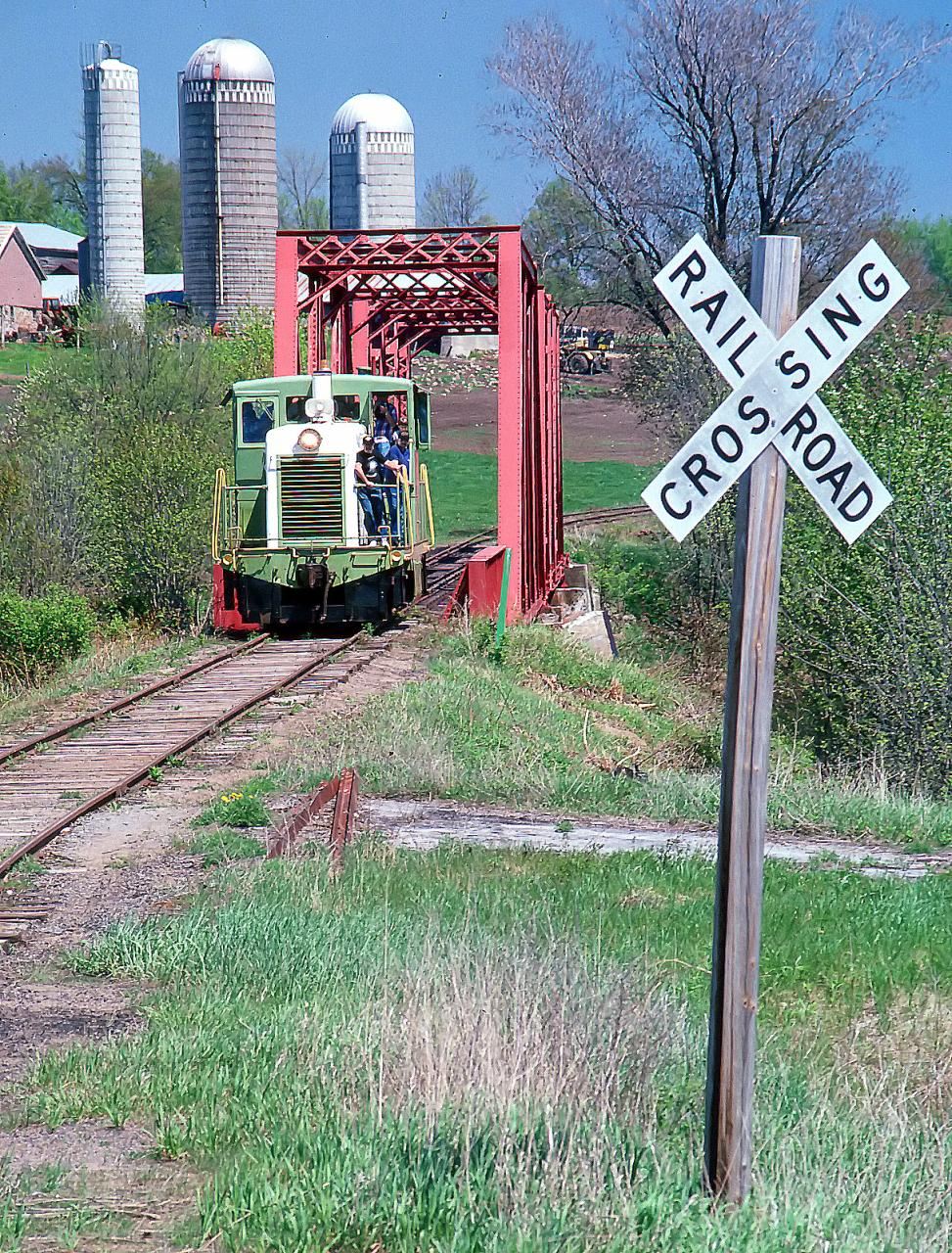
Diesellokomotive 1950 der LBR, 1991

Die Lowville and Beaver River Railroad wurde am 17. September 1903 gegründet. Am 15. Januar 1906 konnte sie ihre 16,8 km lange Strecke von Lowville, wo Anschluss an eine Strecke der New York Central Railroad bestand, durch das Tal des Beaver River nach Croghan eröffnen. Nach Einstellung des regulären Personenverkehrs am 10. Januar 1947 wurde nur mehr Güterverkehr angeboten, der vor allem durch zwei Papierfabriken und Kunden aus der Landwirtschaft dominiert wurde. 1960 erwarb der Betreiber dieser Papierfabriken, die J.P. Lewis Company, die bisher von diversen Personen gehaltene LBR.
Anfang 1990 stellte die LBR ihren Betrieb aufgrund des geringen Frachtaufkommens ein. Ein Jahr später, im Januar 1991, erwarb die GVT das Unternehmen von dem inzwischen als Specialty Paperboard firmierenden Papierhersteller und nahm den Güterverkehr im Februar 1991 wieder auf, der Mitte der 1990er-Jahre etwa 500 Güterwagen pro Jahr umfasste. Seit Juni 1991 ist die GVT über ihre Tochtergesellschaft Mohawk, Adirondack and Northern Railroad (MHWA) auch Betreiber der in Lowville anschließenden Strecke. Ab 2000 bestand nur sehr sporadisch Frachtaufkommen und am 24. Januar 2007 wurde der Betrieb der LBR zum zweiten Mal eingestellt. Wenig später wurde auch der in Lowville anschließende MHWA-Streckenabschnitt gesperrt.
Von 2010 bis 2012 verhandelten das Lewis County und GVT über den Verkauf der LBR-Infrastruktur an das County. Planungen sahen vor, die für 425000 Dollar angebotene LBR-Strecke für eine durch die seit Mitte der 1990er-Jahre in Croghan ansässige Railroad Society of Northern New York zu betreibende Museumsbahn zu nutzen. Die MHWA-Strecke von Lowville nach Carthage sollte ebenfalls an das County verkauft und zu einem Rail Trail umgewandelt werden. Am 30. April 2012 entschied sich das County jedoch gegen den Kauf der Infrastruktur. Im Frühjahr 2022 unternahm die County-Verwaltung einen neuen Versuch zur Übernahme der Trasse, der allerdings ebenfalls zu keiner Einigung zwischen County und GVT führte.

## Infrastruktur

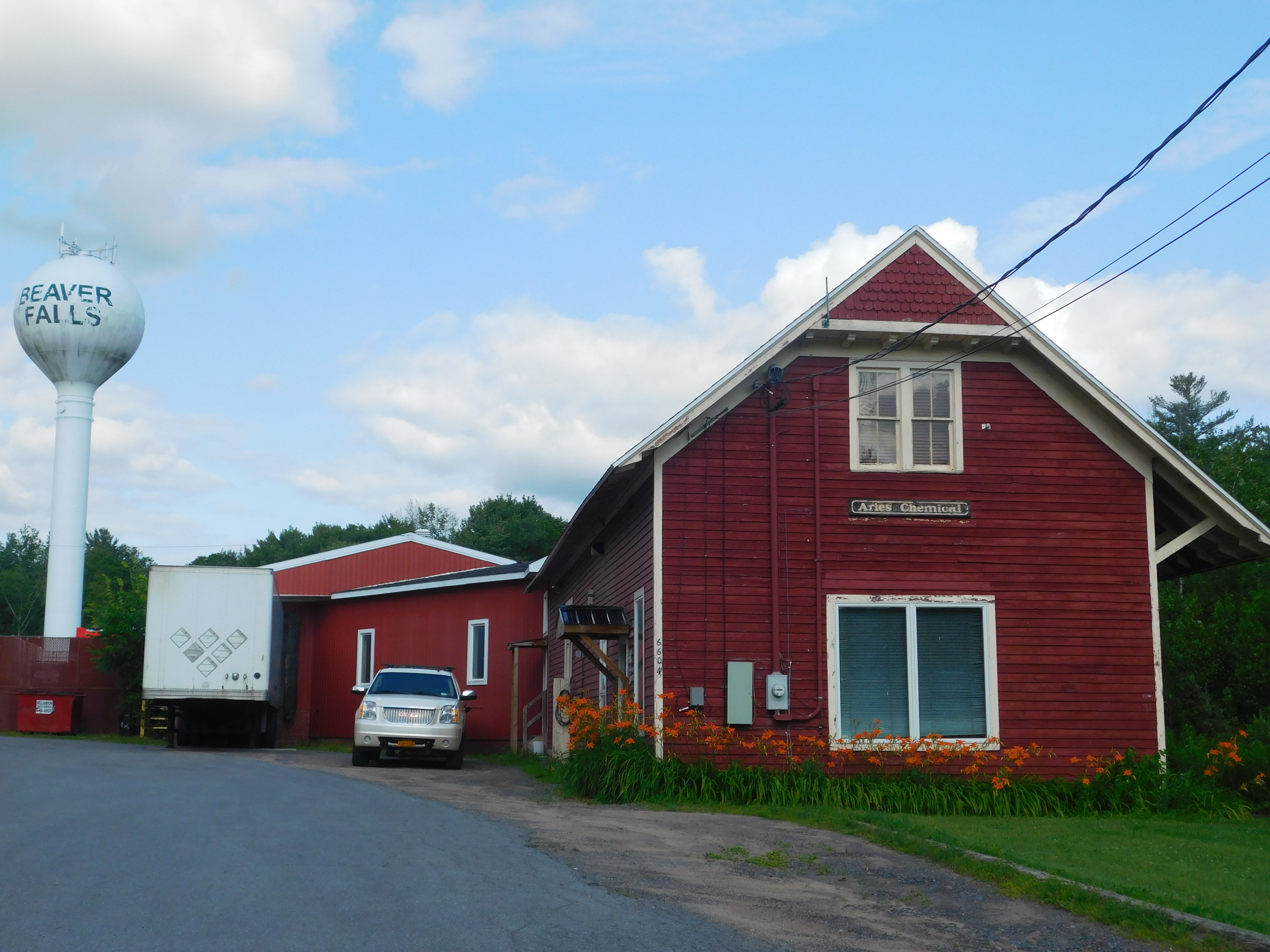
Bahnhofsgebäude in Beaver Falls, 2019

Die 16,8 km lange Strecke der LBR führt von Lowville durch das Tal des Beaver River über New Bremen und Beaver Falls nach Croghan. In Lowville besteht Anschluss an die MHWA-Strecke nach Carthage, die Teil einer ehemals von Utica bis Clayton am Sankt-Lorenz-Strom führenden Verbindung ist, deren Abschnitt von Lowville südlich nach Lyons Falls jedoch 1964 stillgelegt wurde. Die LBR besitzt ein kleines Depot in Lowville.

## Fahrzeuge
Über ihre gesamte Betriebszeit besaß die LBR fünf Dampf- und drei Diesellokomotiven, wovon jedoch nie mehr als drei Fahrzeuge zugleich im Bestand waren. Eine der Dampflokomotiven, eine Alco 2-8-0 mit der Betriebsnummer 1923, ist in der Steamtown National Historic Site erhalten. Die drei Diesellokomotiven, allesamt GE 44-ton switcher, sind noch bei der LBR bzw. MHWA vorhanden, jedoch nicht betriebsfähig.